# Peta Rutter
Peta Gurney Elizabeth Rutter (31 tháng 12 năm 1959 – 20 tháng 7 năm 2010) là một nữ diễn viên người New Zealand. Vai diễn nổi tiếng nhất của bà là Udonna, White Mystic Ranger và là người cố vấn trong Power Rangers: Mystic Force.

## Diễn xuất

### Phim
- This Is Not a Love Story (2002).... Suzanne
- The Footstep Man (1992).... Lucie

### TV
- Power Rangers: Mystic Force (2006) TV Series.... Udonna/White Mystic Power Ranger
- Young Hercules
  - "Mommy Dearests" (1998).... Iambewe
  - "Dad Always Liked Me Best" (1998).... Iambewe
- Away Laughing (1991) TV Series.... Various Characters
- Xena: Warrior Princess TV series.... an Amazon (không được ghi công)